# Eisstadion am Friedrichspark
L'Eisstadion am Friedrichspark est une patinoire à Mannheim, Bade-Wurtemberg, qui était jusqu'en 2005 le lieu d'accueil de l'Adler Mannheim, équipe professionnelle de hockey sur glace, évoluant au niveau de l'élite, la DEL.
Maintenant la salle sert à différentes équipes de roller in line hockey, en particulier l'ISC Mannheim et peut recevoir 2500 spectateurs, tous assis.

## Histoire
Avec la création du Mannheimer Eis- und Rollsport-Club en 1938, un lieu pour l'accuellir devient nécessaire. Le 19 février 1939, l'Eisstadion ouvre près du château de Mannheim. Il a été construit selon les plans de Richard Pabst, l'architecte du stade des Jeux Olympiques d'hiver de 1936 à Garmisch-Partenkirchen.
Détruit par les bombardements en 1943, il est reconstruit en 1949 de façon plus simple et avec un toit ouvert. De 1959 à 1962, les gradins sont d'abord couverts puis totalement en 1969. L'Eisstadion am Friedrichspark connaît des ouvertures sur trois côtés ainsi qu'entre la surface de jeu et la tribune des spectateurs, si bien que la neige ou le brouillard ont pu s'introduire et interrompre les matchs. À son apogée, 11 000 personnes ont été admises, plus tard la capacité a été limitée pour des raisons de sécurité à environ 8 200.
Le stade est usé, la ville de Mannheim, propriétaire, ne peut pas procéder aux réparations. Dans les années 1980, certaines chaînes de télévision refusent en raison de mauvaises conditions de travail de procéder à des émissions en direct. On réfléchit alors à une nouvelle patinoire. En 1988, il brûle entièrement, après quoi il est décidé de construire un nouveau stade de 15 000 places qui deviendra la SAP-Arena.